# ماگاشلی-آلمانتایوو
ماگاشلی-آلمانتایوو (به لاتین: Magashly-Almantayevo) یک منطقهٔ مسکونی در روسیه است که در باشقیرستان واقع شده‌است.